# 对角线数独

对角线数独一例

对角线数独（Diagonal Sudoku）是一种数学智力游戏，是从数独衍生出的变种。

## 规则
在9×9的大九宫格中填入数字1～9，使他们满足如下规则：每个数字在每个小九宫格内不能出现一样的数字，在每行、每列和每条大对角线中也不能出现一样的数字。